# Cutias (Amapá)
Cutias (antigamente chamada de Cutias do Araguari e Cutias do Araguary) é um município no sudeste do estado do Amapá. A população estimada em 2021 foi de 6.217 habitantes e a área é de 2.179,114 km², o que resulta numa densidade demográfica de 2,69 hab/km²
Seus limites são Tartarugalzinho e Amapá a norte, Macapá a sudeste e Ferreira Gomes a oeste.

## História
Foi elevado à categoria de município com a denominação de Cutias, pela Lei Estadual n.º 6, de 01/05/1992, desmembrado do município de Macapá.
Os antigos moradores da região dizem que no lugar, em outras épocas, existia grande variedade de espécies de caça, entre elas a cutia, o que, provavelmente, deu origem ao nome do município. Existem também outras versões para a denominação do lugar, como a de que os primeiros moradores da localidade utilizavam como meio de transporte uma pequena embarcação, bastante ligeira, denominada "cotia".

## Geografia
O município possui uma floresta bastante vasta, com madeira de lei, onde se destacam as espécies de maçaranduba, andiroba e pracuubeira. Sua fauna é uma das mais ricas do Estado, especialmente pela grande variedade de animais silvestres que a compõem. Alguns exemplos desses animais são a paca, a capivara, o tatu, a cutia, entre outras.

## Organização politico-administrativa
O Município de Cutias possui uma estrutura politico-administrativa composta pelo Poder Executivo, chefiado por um prefeito eleito por sufrágio universal, auxiliado diretamente por secretários municipais nomeados por ele, e pelo Poder Legislativo, institucionalizado pela Câmara Municipal de Cutias, órgão colegiado de representação dos munícipes que é composto por vereadores também eleitos por sufrágio universal.

### Atuais autoridades municipais de Cutias
- Prefeito: Raimundo Barbosa Amanajás Filho - PROS (2021/-)[7]
- Vice-prefeito: Aladim Barbosa Mira "Branco Mira" - UB (2021/-)[7]
- Presidente da Câmara: Frank Rocha - UB (2023/-).[8]

## Economia
Se destacam economicamente no setor primário a agricultura e a pecuária. Também a criação dos gados bovino e bubalino, além da criação de suínos, constituem a principal atividade econômica do município.
No setor agrícola destaca-se a plantação da mandioca, cuja farinha misturada ao peixe resulta na famosa farinha de piracuí. Destacam-se ainda os plantios de milho e banana.
O setor pesqueiro do município vem gerando divisas para Cutias, por já estar sendo exportado para outro locais. No setor secundário, embora o município seja rico em argila, não dispõe de grandes recursos para incrementar as indústrias. Possui, no entanto, uma usina de industrialização de leites e derivados e algumas serrarias. Como nos outros município do Estado do Amapá, a principal geração de renda vem do funcionalismo público.

## Cultura

### Festival do Pirarucu
Acontece todos os anos desde 1997, o festival do pirarucu, exceto nos anos de 2020 e 2021 que foram adiados por conta da pandemia da covid-19, a última edição antes da pandemia foi realizada nos dia 10,11 e 12 de agosto de 2019, o festival voltou a ser realizado no ano de 2022 nos dias 26, 27 e 28 de agosto, completando assim sua 19° edição.

Show da Cantora Viviane Batidão na 2° Noite do Festival do Pirarucu de 2022

O festival conta sempre com uma vasta programação, cantores e bandas sempre se apresentam, nomes conhecidos como: Viviane Batidão e Wanderley Andrade  já passaram pelo festival, dentre outros cantores que fazem do festival o maior do estado, atraindo pessoas de todas as partes do Municipio de Cutias e do Estado do Amapá todos os anos. O festival é realizado pela Prefeitura de Cutias, com apoio do Governo do Estado do Amapá e apoio de empresas locais.

## População por Ano
Gráfico da População do Município de Cutias: